# Haneullim
Haneullim („Domnul Cerurilor”; regăsit și sub denumirile de Hanalnim, Hananim, Hanunim, Hwanin (în mitul lui Dangun), Sangje, Sangjenim („Cel mai Mare dintre Împărați”), Haneul („Cer”), Cheon („Cer”; termen sino-coreean) sau Cheonsin („Dumnezeul Cerurilor”) este conceptul de divinitate din Sinism - religia nativă coreeană și șamanismul coreean - și în alte religii derivate din aceasta (de exemplu: Cheondoism și  Jeungsanism). Este numit și Okhwangsangje („Marele Împărat de Jad” sau „Împăratul Strălucitor”) de către unele secte. 
Haneullim înseamnă etimologic „sursă” [im, in] a toată ființa [haneul, hwan]", indicând „izvorul universului”, „ființa supremă” și „mintea supremă”. Savanții spun că această credință este inima tuturor religiilor din Coreea și este adânc înrădăcinată în mintea poporului coreean.

## Mitul lui Dangun
În mitologia coreeană, Dangun este fiul lui Hwanin (,,Regele Ceresc”), inițiatorul națiunii coreene, precum și strămoșul tuturor mudang Mitul începe cu prințul Hwanung (,,Prințul Ceresc”) care i-a cerut tatălui său să-l lase să guverneze peste Coreea. Hwanin a acceptat iar Hwanung a fost trimis pe Pământ având trei sigilii cerești și fiind însoțit de trei mii de adepți. Prințul a sosit sub Pomul Sacru de santal de pe muntele sacru unde a fondat un oraș sfânt. În timpul domniei sale, un urs și un tigru care trăiau într-o peșteră din apropierea oamenilor s-au rugat cu sinceritate ca dorința lor să se îndeplinească. Ursul a îndurat cu răbdare oboseala și foamea iar după 21 de zile s-a transformat într-o femeie frumoasă. Tigrul a fugit pentru că nu putea tolera efortul. Femeia era foarte bucuroasă și a vizitat pomul de santal, rugânduse să poată deveni mama unui copil. Dorința ei a fost apreciată, ea devenind regină și dând naștere unui prinț care a primuit numele regal de ,,Dangun” (,,Regele de Santal”) Dangun a domnit ca primul rege uman al Coreei, dând regatului numele de Joseon (,,Țara Dimineților Liniștite”)
Dangun a fost primul șaman, intermediar între oamenii simplii și Haneullim, pe care îl adora și căruia se ruga în folosul poporului. De asemenea, venerarea altor strămoși și zei era un mijloc de comuniune cu ,,izvorul universului”, Haneullim Numele de Dangun este posibil săfi derivat din ural-altaicul Tengri, în unele provincii din Coreea, șamanii fiind denumiți chiar și în zilele noastre Tangur Tangur-ari. Mai târziu, în mit, Dangun devine Sansin ,,Zeu al Muntelui” (al măririi , prosperității)

## Trinitatea lui Haneullim
Teologia sinistă conține o idee trinitară despre divinitate în mitul lui Dangun, a treia formă a lui Hwanin Cu Dangun ca și Sansin, trinitatea din religia coreeană este reprezentată de cele trei generații ale lui Haneullim, Regele Ceresc.  Hwanin reprezintă sursa transcendentă, cu "haneul", "hwan" indicând ,,ființa” sau ,,cerul” iar "im", "in" cauza ei. Hwanung, a doua formă a lui Hwanin este zeul tărâmului de mijloc, el ocupând domeniul central dintre Cer și Pământ. Dangun, ,,Regele de Santal” este zeul pământului Ca și Sansin, el e ,,Mijlocul Pământului”, ajungând până la cer Când linia princiară cerească s-a încarnat, ,,Muntele Cosmic” s-a format, santalul devenind ,,pom sacru”, toate aspectele fundamentale ale experiențelor șamanice subliniate de Mircea Eliade. Conceptul este de asemenea explicat în termenii de  Hwanin zeitate-tată creator al universului, Hwanung zeitate-învâțător sau ordine a naturii și Dangun zeu-rege, regele uman care conduce regatul în funcție de ordinea naturală, făcând bine.